# Terence Cave
Terence Christopher Cave (geboren 1. Dezember 1938 in Bournemouth) ist ein britischer Literaturwissenschaftler und Romanist.

## Leben
Terence Cave studierte Literatur und Französisch am Gonville and Caius College in Cambridge und wurde dort promoviert. Cave begann 1962 als Assistent an der University of St Andrews und ging von dort 1965 zur University of Warwick. Cave war seit 1972 Fellow und Tutor für Französisch am St John’s College Oxford und ab 1989 Professor of Französische Literatur an der University of Oxford. Im Jahr 2001 ließ er sich für weitere Forschungsarbeiten vorzeitig emeritieren.
Caves Forschungsschwerpunkt wurde mit The Cornucopian Text, 1979, die Renaissanceliteratur und mit Recognitions, 1999, die Wirkungsgeschichte der Aristotelischen Poetik in der frühen modernen europäischen Literatur.
Cave war Gastprofessor an verschiedenen nationalen und internationalen Universitäten.
Cave ist Mitglied der Academia Europaea (1990), Fellow of the British Academy (1991), Mitglied der Kongelige Norske Videnskabers Selskab (1993), Chevalier de l’Ordre national du Mérite (2001), seit 2007 Ehrendoktor der University of London sowie auswärtiges Mitglied der Norwegischen Akademie der Wissenschaften. 2009 erhielt er den Balzan-Preis.

## Schriften (Auswahl)
- Devotional Poetry in France 1570–1613. Cambridge: University Press, 1969
- The Cornucopian Text: Problems of Writing in the French Renaissance. Oxford: Clarendon Press, 1979.
  - Cornucopia. Figures de l’abondance au XVIe siècle. Érasme, Rabelais, Ronsard, Montaigne. Übersetzung Ginette Morel. Paris: Macula, 1997
- Recognitions: A Study in Poetics. Oxford: Clarendon Press, 1988
- Pré-histoires: textes troublés au seuil de la modernité. Genf: Droz, 1999
- Pré-histoires II: langues étrangères et troubles économiques au XVIe siècle. Genf: Droz, 2001
- How to Read Montaigne. London : Granta, 2007.
- mit Sarah Kay und Malcolm Bowie: A short history of French literature, Oxford 2003
- Neil Kenny, Wes Williams (Hrsg.): Retrospectives: Essays in Literature, Poetics and Cultural History. Oxford: Legenda, 2009.
- Mignon's Afterlives. Crossing Cultures from Goethe to the Twenty-First Century. Oxford University Press, Oxford 2011. ISBN 978-0-19-960480-7